# Arion occultus
Arion occultus is een slakkensoort uit de familie van de Arionidae. De wetenschappelijke naam van de soort is voor het eerst geldig gepubliceerd in 2004 door Anderson.